# Windsor Locks Canal State Park Trail
Windsor Locks Canal State Park Trail ist ein State Park im US-Bundesstaat Connecticut, der sich von der Gemeinde Enfield bis Windsor Locks nach Süden zieht. Er folgt dem alten Leinpfad am historischen Enfield Falls Canal am Connecticut River. Der Weg ist 4,5 mi (7,2 km) lang. 

## Verlauf
Der ursprüngliche Trampelpfad ist heute geschottert. Auf dem Weg zwischen den Untiefen des Connecticut River auf der einen Seite und der Wasserstraße auf der Westseite, bieten sich schöne Aussichtspunkte, und man kann Wandern, Radfahren und Angeln.
2016 ist zeitweilig ein Teil des Weges gesperrt, um ein Brutpaar Weißkopfseeadler zu schützen.

## Geschichte
Der Kanal wurde zwischen 1827 und 1829 erbaut. Charles Dickens war einer der Passagiere, die 1842 den Kanal benutzten.